# Processus polytropique
En thermodynamique, un processus polytropique est une transformation réversible impliquant un transfert thermique (échange de chaleur) partiel entre le système étudié et son extérieur.
La loi polytropique peut représenter diverses conditions de transformation. La loi de Laplace en est le cas particulier applicable aux transformations isentropiques (à entropie constante, c'est-à-dire adiabatiques, à échange de chaleur nul). Elle couvre également les transformations isobares (à pression constante), isothermes (à température constante) et isochores (à volume constant) ; elle revient alors aux diverses lois qui composent la loi des gaz parfaits.
La loi polytropique n'est en théorie applicable qu'aux gaz parfaits, sous l'hypothèse que leurs capacités thermiques sont constantes et en l'absence de réaction chimique. Elle offre cependant un modèle idéal de référence pour l'étude de procédés réels. Elle est utilisée dans l'étude des explosions. Elle sert dans l'établissement du rendement des compresseurs et des turbines. En astrophysique, un polytrope est une forme de matière dont l'équation d'état s'écrit sous la forme d'une loi polytropique.

## Énoncé

### La loi polytropique
Au cours d'une transformation quelconque réversible d'un gaz parfait, on a la relation suivante, :
| Transformation polytropique : {\displaystyle PV^{k}={\text{constante}}} |

que l'on peut aussi exprimer sous les formes, :
avec :
- {\displaystyle k} l'indice (ou coefficient, ou exposant) polytropique[3] (en astrophysique, l'indice polytropique est le nombre {\displaystyle n} tel que {\displaystyle k=1+{1 \over n}}[4]) ;
- {\displaystyle P} la pression ;
- {\displaystyle V} le volume ;
- {\displaystyle T} la température.

La constante de la loi polytropique (différente d'une forme à l'autre) ne dépend que des conditions initiales de pression, température et volume de la transformation. Cette constante est positive quelle que soit la forme de la loi.
Les lois polytropiques ne sont valables que :
- pour un système fermé ;
- lors d'une transformation réversible ;
- en l'absence de réaction chimique ;
- pour un gaz parfait ;
- si {\displaystyle k} ne dépend pas de la température.

### L'indice polytropique

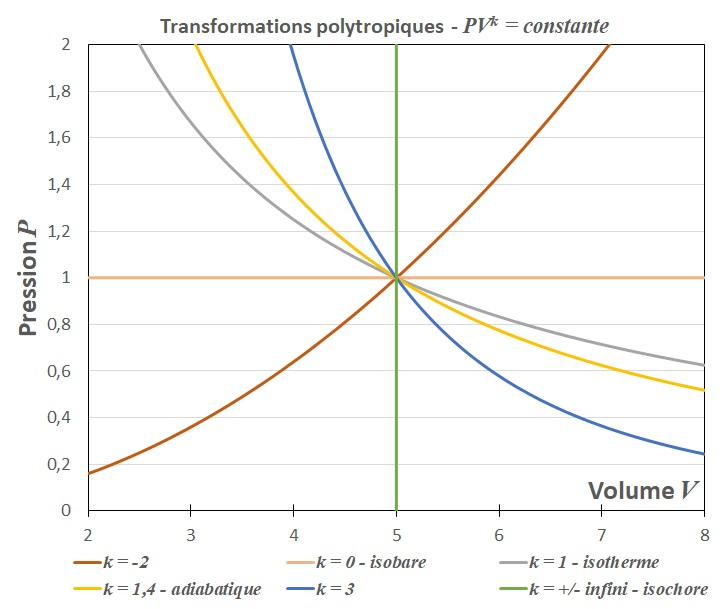
Transformations polytropiques dans un diagramme de Clapeyron.
Le point fixe a pour coordonnées = 1 et = 5.

L'indice polytropique {\displaystyle k} correspond aux transformations réversibles suivantes,,,, :
- {\displaystyle k<0}, le volume et la pression augmentent simultanément (explosion) ;
- {\displaystyle k=0}, processus isobare (à pression constante) ;
- {\displaystyle k=1}, processus isotherme (à température constante) ;
- {\displaystyle k<\gamma }, compression avec refroidissement ou détente avec réchauffement ;
- {\displaystyle k=\gamma }, processus isentropique (à entropie du système constante) ou adiabatique (à transfert thermique nul)[9] ;
- {\displaystyle k>\gamma }, compression avec réchauffement ou détente avec refroidissement ;
- {\displaystyle k=\pm \infty }, processus isochore (à volume constant).

{\displaystyle \gamma =C_{P}/C_{V}} est l'indice adiabatique, ou coefficient de Laplace, rapport des capacité thermique isobare {\displaystyle C_{P}} et capacité thermique isochore {\displaystyle C_{V}}.
L'indice polytropique s'écrit de façon générale selon :
{\displaystyle k={\chi _{T} \over \chi _{X}}={\left({\partial V \over \partial P}\right)_{T} \over \left({\partial V \over \partial P}\right)_{X}}={\left({\partial P \over \partial V}\right)_{X} \over \left({\partial P \over \partial V}\right)_{T}}}
avec :
- {\displaystyle X} la variable laissée constante dans la transformation polytropique ;
- {\displaystyle \chi _{T}=-{1 \over V}\left({\partial V \over \partial P}\right)_{T}} le coefficient de compressibilité isotherme ;
- {\displaystyle \chi _{X}=-{1 \over V}\left({\partial V \over \partial P}\right)_{X}} le coefficient de compressibilité polytropique.

Dans un diagramme de Clapeyron, le coefficient polytropique en un point donné peut donc se calculer selon, :
et en particulier, pour {\displaystyle X=S}, l'entropie :

## Démonstration

### Démonstration de la loi

#### Hypothèses
Par hypothèse, la transformation est effectuée :
- dans un système fermé (qui n'échange pas de matière avec l'extérieur) ;
- de façon réversible, soit {\displaystyle T\,\mathrm {d} S=\delta Q} ; avec {\displaystyle S} l'entropie ;
- sur un gaz parfait, en l'absence de changement d'état ;
- à quantité de matière {\displaystyle n} constante, en l'absence de réaction chimique ;
- à une condition {\displaystyle X} constante (pression, température, volume, entropie…) ;
- à indice polytropique {\displaystyle k} constant.

#### Cas général
Par définition des coefficients calorimétriques, on a les relations générales sur la chaleur échangée lors d'une transformation quelconque réversible :
avec :
- {\displaystyle C_{P}} la capacité thermique isobare ;
- {\displaystyle C_{V}} la capacité thermique isochore ;
- {\displaystyle h} le coefficient de compression isotherme ;
- {\displaystyle l} le coefficient de dilatation isotherme.

Les relations de Maxwell donnent les première et deuxième relations de Clapeyron :
{\displaystyle l=T\left({\partial S \over \partial V}\right)_{T}=T\left({\partial P \over \partial T}\right)_{V}}
{\displaystyle h=T\left({\partial S \over \partial P}\right)_{T}=-T\left({\partial V \over \partial T}\right)_{P}}
De façon plus générale, pour toute variable {\displaystyle X}, l'échange de chaleur avec l'extérieur, à quantité de matière constante, peut s'écrire selon :
{\displaystyle \delta Q=T\,\mathrm {d} S=C_{X}\,\mathrm {d} T+T\left({\partial S \over \partial X}\right)_{T}\,\mathrm {d} X}
avec la capacité thermique polytropique, :
Dans le cas d'une transformation polytropique, à {\displaystyle X} constante, l'échange de chaleur vaut :
{\displaystyle \delta Q_{X}=C_{X}\,\mathrm {d} T}
Par soustraction de cette expression aux précédentes expressions de {\displaystyle \delta Q}, on obtient :
La variation de température vaut :
{\displaystyle \mathrm {d} T=-{l \over C_{V}-C_{X}}\,\mathrm {d} V=-{h \over C_{P}-C_{X}}\,\mathrm {d} P}
d'où :
{\displaystyle {C_{P}-C_{X} \over C_{V}-C_{X}}\,\mathrm {d} V={h \over l}\,\mathrm {d} P}
L'indice polytropique est défini par,, :
On réécrit :
Par ailleurs, on définit le coefficient de compressibilité isotherme :
La relation :
{\displaystyle \left({\partial V \over \partial P}\right)_{T}\left({\partial P \over \partial T}\right)_{V}\left({\partial T \over \partial V}\right)_{P}=-1}
{\displaystyle \left(-V\,\chi _{T}\right)\,\left({l \over T}\right)\,\left({-T \over h}\right)=-1}
permet de réécrire :
{\displaystyle k\,\mathrm {d} V=-V\chi _{T}\,\mathrm {d} P}
Finalement, puisque la transformation est effectuée à {\displaystyle X} constante, on obtient :
{\displaystyle \left({\partial P \over \partial V}\right)_{X}=-{k \over V\,\chi _{T}}}
On définit le coefficient de compressibilité polytropique :
ce qui donne :
Cette relation {\displaystyle k={C_{P}-C_{X} \over C_{V}-C_{X}}={\chi _{T} \over \chi _{X}}} est une généralisation de la relation de Reech {\displaystyle \gamma ={C_{P} \over C_{V}}={\chi _{T} \over \chi _{S}}} (avec {\displaystyle X=S} l'entropie, on a {\displaystyle C_{X}=0} et {\displaystyle \chi _{X}=\chi _{S}}).

#### Cas des gaz parfaits
L'équation des gaz parfaits, {\displaystyle PV=nRT}, induit :
{\displaystyle l=T\left({\partial  \over \partial T}{nRT \over V}\right)_{V}=T\,{nR \over V}=P}
{\displaystyle h=-T\left({\partial  \over \partial T}{nRT \over P}\right)_{P}=-T\,{nR \over P}=-V}
{\displaystyle \chi _{T}=-{1 \over V}\left({\partial  \over \partial P}{nRT \over P}\right)_{T}=-{1 \over V}\,{-nRT \over P^{2}}={1 \over P}}
On obtient donc, pour les gaz parfaits uniquement :
et pour une transformation polytropique :
d'où finalement :
On considère que lors de la transformation {\displaystyle k} est constant (en toute rigueur, pour un gaz parfait, il dépend de la température). On intègre entre un état initial {\displaystyle \left(P_{\circ },V_{\circ },T_{\circ }\right)} et un état final {\displaystyle \left(P,V,T\right)}, on obtient :
{\displaystyle k\,\int _{V_{\circ }}^{V}{\mathrm {d} V \over V}=-\int _{P_{\circ }}^{P}{\mathrm {d} P \over P}}
{\displaystyle k\,\ln \left({V \over V_{\circ }}\right)=-\ln \left({P \over P_{\circ }}\right)}
et donc la loi polytropique :
Avec, selon l'équation d'état des gaz parfaits :
{\displaystyle {P_{\circ }V_{\circ } \over T_{\circ }}={PV \over T}=nR}
par substitutions, on obtient également :

### Les processus

#### Coefficient polytropique négatif
Le cas {\displaystyle k<0} concerne des phénomènes dans lesquels une augmentation de pression coïncide avec une augmentation de volume. On a :
{\displaystyle P={\text{constante}}\times V^{|k|}}
Le deuxième principe de la thermodynamique induit qu'un coefficient de compressibilité {\displaystyle \chi _{X}}, quelle que soit {\displaystyle X}, ne peut être que positif pour un corps stable : le volume ne peut que diminuer sous une augmentation de pression. La relation (c) {\displaystyle k=\chi _{T}/\chi _{X}} induit que {\displaystyle k} ne peut pas être négatif pour un corps stable. Le cas {\displaystyle k<0} représente donc un état instable de la matière. Ce cas implique d'autres phénomènes que la seule force de pression, par exemple une réaction exothermique qui génère de la chaleur au cours de la transformation.
Si {\displaystyle k<0}, la définition (a) donne {\displaystyle C_{V}<C_{X}<C_{P}} (la relation de Mayer implique que {\displaystyle C_{V}\leq C_{P}}). 
Ce cas est employé dans l'étude des réactions explosives, par exemple dans l'étude des moteurs à explosion,, ou en astrophysique dans la modélisation du comportement explosif des plasmas.

#### Processus isobare
Si {\displaystyle X=P}, la pression, le processus est isobare. 
La définition (b) donne {\displaystyle \chi _{X}=+\infty }. On a donc par la relation (c), :
On vérifie par la définition (a) que {\displaystyle C_{X}=C_{P}}, la capacité thermique isobare,.
La loi polytropique {\displaystyle T^{1 \over k-1}V={\text{constante}}} donne la loi de Charles :
La loi des gaz parfaits donne {\displaystyle {V \over T}={nR \over P}}.

#### Processus isotherme
Si {\displaystyle X=T}, la température, le processus est isotherme. 
La définition (b) donne {\displaystyle \chi _{X}=\chi _{T}}, le coefficient de compressibilité isotherme. On a donc par la relation (c), :
On a par la définition (a), : {\displaystyle C_{X}=\pm \infty }.
La loi polytropique {\displaystyle PV^{k}={\text{constante}}} donne la loi de Boyle-Mariotte :
La loi des gaz parfaits donne {\displaystyle PV=nRT}.

#### Processus isentropique
Si {\displaystyle X=S}, l'entropie, le processus est isentropique (adiabatique réversible).
La définition (b) donne {\displaystyle \chi _{X}=\chi _{S}}, le coefficient de compressibilité isentropique. La relation de Reech donne, de façon générale :
{\displaystyle \gamma ={\chi _{T} \over \chi _{S}}}
avec {\displaystyle \gamma } l'indice adiabatique. On a donc par la relation (c), :
On a par la définition (a), : {\displaystyle C_{X}=0}.
La loi polytropique {\displaystyle PV^{k}={\text{constante}}} donne la loi de Laplace :

#### Processus isochore
Si {\displaystyle X=V}, le volume, le processus est isochore. 
La définition (b) donne {\displaystyle \chi _{X}=0}. On a donc par la relation (c), :
On vérifie par la définition (a) que {\displaystyle C_{X}=C_{V}}, la capacité thermique isochore,.
La loi polytropique {\displaystyle T^{k \over 1-k}P={\text{constante}}} donne la loi de Gay-Lussac :
La loi des gaz parfaits donne {\displaystyle {P \over T}={nR \over V}}.

#### Compression et détente
Les formules du travail {\displaystyle W} et de la chaleur {\displaystyle Q} établies dans la section Bilan énergétique montrent que, quel que soit {\displaystyle k}, on a, pour un gaz parfait :
{\displaystyle Q={k-\gamma  \over \gamma -1}\,W}
avec :
- {\displaystyle W} le travail des forces de pression ;
- {\displaystyle Q} la chaleur échangée.

L'indice adiabatique {\displaystyle \gamma } est nécessairement supérieur à 1 (voir l'article Relation de Mayer).
Lors d'une compression, soit {\displaystyle W>0} :
- si {\displaystyle k<\gamma }, alors {\displaystyle Q<0}, le système perd de la chaleur ;
- si {\displaystyle k>\gamma }, alors {\displaystyle Q>0}, le système gagne de la chaleur.

Lors d'une détente, soit {\displaystyle W<0} :
- si {\displaystyle k<\gamma }, alors {\displaystyle Q>0}, le système gagne de la chaleur ;
- si {\displaystyle k>\gamma }, alors {\displaystyle Q<0}, le système perd de la chaleur.

## Bilan énergétique

### Coefficients calorimétriques et thermoélastiques

#### Capacités thermiques
La définition de la capacité thermique polytropique {\displaystyle C_{X}} et la définition (a) de l'indice {\displaystyle k} donnent de façon générale, :
{\displaystyle C_{X}=T\left({\partial S \over \partial T}\right)_{X}={k-\gamma  \over k-1}C_{V}}
Puisque la capacité thermique {\displaystyle C_{V}} est positive et que la relation de Mayer induit que {\displaystyle \gamma >1}, alors {\displaystyle C_{X}<0} si {\displaystyle 1<k<\gamma }. Autrement, {\displaystyle C_{X}\geq 0}. En particulier, :
- si {\displaystyle k=0}, le processus est isobare, {\displaystyle C_{X}=C_{P}}, la capacité thermique isobare ;
- si {\displaystyle k=1}, le processus est isotherme, {\displaystyle C_{X}=\pm \infty } ;
- si {\displaystyle k=\gamma }, le processus est isentropique, {\displaystyle C_{X}=0} ;
- si {\displaystyle k=\pm \infty }, le processus est isochore, {\displaystyle C_{X}=C_{V}}, la capacité thermique isochore.

L'indice adiabatique est défini par :
{\displaystyle \gamma ={C_{P} \over C_{V}}}
La relation de Mayer donne, pour les gaz parfaits :
{\displaystyle C_{P}-C_{V}=nR}
avec :
- {\displaystyle n} la quantité de matière ;
- {\displaystyle R} la constante universelle des gaz parfaits.

De ces relations on tire, pour les gaz parfaits :

#### Autres coefficients
Un gaz parfait répond aux relations :
{\displaystyle PV=nRT}
{\displaystyle PV^{k}=K} ou {\displaystyle TV^{k-1}=K^{\prime }}
La variation de la pression en fonction du volume vaut :
{\displaystyle \left({\partial P \over \partial V}\right)_{X}=\left({\partial  \over \partial V}{K \over V^{k}}\right)_{X}=-k{K \over V^{k+1}}}
Le coefficient de compressibilité polytropique vaut :
La variation de la température en fonction du volume vaut :
{\displaystyle \left({\partial T \over \partial V}\right)_{X}=\left({\partial  \over \partial V}{K^{\prime } \over V^{k-1}}\right)_{X}=-\left(k-1\right){K^{\prime } \over V^{k}}}
La variation de l'entropie en fonction du volume vaut :
{\displaystyle \left({\partial S \over \partial V}\right)_{X}=\left({\partial S \over \partial T}\right)_{X}\left({\partial T \over \partial V}\right)_{X}={C_{X} \over T}\left({\partial T \over \partial V}\right)_{X}}
Le tableau suivant donne l'évolution des dérivées précédentes en fonction de l'indice polytropique.
| Indice polytropique {\displaystyle k}                          | {\displaystyle -\infty }          | Explosion          | {\displaystyle 0}         | Explosion modérée  | {\displaystyle 1}           | Sous-adiabatique   | {\displaystyle \gamma }        | Sur-adiabatique    | {\displaystyle +\infty }          |
| -------------------------------------------------------------- | --------------------------------- | ------------------ | ------------------------- | ------------------ | --------------------------- | ------------------ | ------------------------------ | ------------------ | --------------------------------- |
| {\displaystyle \left({\partial S \over \partial V}\right)_{X}} | {\displaystyle +\infty } isochore | {\displaystyle >0} | {\displaystyle >0}        | {\displaystyle >0} | {\displaystyle >0}          | {\displaystyle >0} | {\displaystyle 0} isentropique | {\displaystyle <0} | {\displaystyle -\infty } isochore |
| {\displaystyle \left({\partial T \over \partial V}\right)_{X}} | {\displaystyle +\infty } isochore | {\displaystyle >0} | {\displaystyle >0}        | {\displaystyle >0} | {\displaystyle 0} isotherme | {\displaystyle <0} | {\displaystyle <0}             | {\displaystyle <0} | {\displaystyle -\infty } isochore |
| {\displaystyle \left({\partial P \over \partial V}\right)_{X}} | {\displaystyle +\infty } isochore | {\displaystyle >0} | {\displaystyle 0} isobare | {\displaystyle <0} | {\displaystyle <0}          | {\displaystyle <0} | {\displaystyle <0}             | {\displaystyle <0} | {\displaystyle -\infty } isochore |

### Entropie et énergie
Soit la transformation d'une quantité {\displaystyle n} d'un gaz parfait entre un état initial {\displaystyle \left(P_{1},V_{1},T_{1}\right)} et un état final {\displaystyle \left(P_{2},V_{2},T_{2}\right)}. La loi des gaz parfaits donne :
{\displaystyle {P_{1}V_{1} \over T_{1}}={P_{2}V_{2} \over T_{2}}=nR}
et la loi polytropique :
{\displaystyle P_{1}{V_{1}}^{k}=P_{2}{V_{2}}^{k}={\text{constante}}=K}

#### Entropie
On introduit la capacité thermique polytropique {\displaystyle C_{X}=C_{V}-{1 \over k-1}nR} dans l'échange de chaleur d'un gaz parfait :
{\displaystyle T\,\mathrm {d} S=C_{V}\,\mathrm {d} T+P\,\mathrm {d} V=\left(C_{X}+{1 \over k-1}nR\right)\,\mathrm {d} T+P\,\mathrm {d} V}
La loi des gaz parfaits donne, à quantité de matière {\displaystyle n} constante :
{\displaystyle nR\,\mathrm {d} T=\mathrm {d} \!\left(PV\right)=V\,\mathrm {d} P+P\,\mathrm {d} V}
d'où :
{\displaystyle T\,\mathrm {d} S=C_{X}\,\mathrm {d} T+{1 \over k-1}\left(V\,\mathrm {d} P+kP\,\mathrm {d} V\right)=C_{X}\,\mathrm {d} T+{1 \over k-1}V^{1-k}\left(V^{k}\,\mathrm {d} P+kPV^{k-1}\,\mathrm {d} V\right)=C_{X}\,\mathrm {d} T+{1 \over k-1}{PV \over PV^{k}}\,\mathrm {d} \!\left(PV^{k}\right)}
L'échange de chaleur s'écrit finalement :
Donc {\displaystyle T\,\mathrm {d} S=C_{X}\,\mathrm {d} T} si et seulement si {\displaystyle PV^{k}} est constant, d'où la loi polytropique. De plus, puisque par définition :
{\displaystyle T\,\mathrm {d} S=C_{X}\,\mathrm {d} T+T\,\left({\partial S \over \partial X}\right)_{T}\,\mathrm {d} X}
on a :
Ainsi, {\displaystyle X} est une fonction de la seule variable {\displaystyle PV^{k}}, et {\displaystyle X} est constante si et seulement si {\displaystyle PV^{k}} est constant.
En particulier, si {\displaystyle X=S}, alors {\displaystyle \left({\partial S \over \partial X}\right)_{T}=1}, d'où :
{\displaystyle T\,\left({\partial S \over \partial X}\right)_{T}\,\mathrm {d} X=T\,\mathrm {d} S={1 \over k-1}nRT\,\mathrm {d} \ln \!\left(PV^{k}\right)=C_{X}\,\mathrm {d} T+{1 \over k-1}nRT\,\mathrm {d} \ln \!\left(PV^{k}\right)}
On en déduit que {\displaystyle C_{X}={k-\gamma  \over k-1}C_{V}=0}, d'où {\displaystyle k=\gamma } et finalement : 
{\displaystyle \mathrm {d} S={1 \over \gamma -1}nR\,\mathrm {d} \ln \!\left(PV^{\gamma }\right)}
On retrouve la loi de Laplace : {\displaystyle S} est constante si et seulement si {\displaystyle PV^{\gamma }} est constant.

#### Travail
Le travail {\displaystyle W} produit par les forces de pression vaut :
{\displaystyle W=-\int _{V_{1}}^{V_{2}}P\,\mathrm {d} V}
Si {\displaystyle k=1} la transformation est isotherme, la température est constante, {\displaystyle T_{1}=T_{2}=T_{\circ }}. L'équation des gaz parfaits donne {\displaystyle P_{1}V_{1}=P_{2}V_{2}=PV=nRT_{\circ }} et :
{\displaystyle W=-\int _{V_{1}}^{V_{2}}{nRT_{\circ } \over V}\,\mathrm {d} V}
d'où :
Quel que soit {\displaystyle k\neq 1}, la loi polytropique donne {\displaystyle P_{1}{V_{1}}^{k}=P_{2}{V_{2}}^{k}=PV^{k}=K} et par conséquent :
{\displaystyle W=-\int _{V_{1}}^{V_{2}}{K \over V^{k}}\,\mathrm {d} V={K \over k-1}\left({1 \over {V_{2}}^{k-1}}-{1 \over {V_{1}}^{k-1}}\right)}
d'où, :
Si {\displaystyle k=0} la transformation est isobare, la pression est constante, {\displaystyle P_{1}=P_{2}=P_{\circ }}, d'où :
Si {\displaystyle k=\gamma } la transformation est isentropique (adiabatique réversible), le système n'échange pas de chaleur avec l'extérieur, d'où :
Si {\displaystyle k=\pm \infty } la transformation est isochore, le volume est constant, {\displaystyle V_{1}=V_{2}=V_{\circ }}, d'où :

#### Chaleur
Si {\displaystyle k=1} la transformation est isotherme, la température est constante, {\displaystyle T_{1}=T_{2}=T_{\circ }}. L'équation des gaz parfaits donne {\displaystyle P_{1}V_{1}=P_{2}V_{2}=PV=nRT_{\circ }}. La chaleur {\displaystyle Q} produite par la transformation vaut, selon la relation (d), puisque {\displaystyle \mathrm {d} T=0} :
{\displaystyle \delta Q=P\,\mathrm {d} V=-V\,\mathrm {d} P=-\delta W}
{\displaystyle Q=\int _{V_{1}}^{V_{2}}P\,\mathrm {d} V=\int _{V_{1}}^{V_{2}}{nRT_{\circ } \over V}\,\mathrm {d} V}
d'où :
Quel que soit {\displaystyle k\neq 1}, les expressions de l'échange de chaleur (d) donnent, en supposant {\displaystyle C_{X}} constante :
{\displaystyle \delta Q=C_{V}\,\mathrm {d} T+P\,\mathrm {d} V=C_{P}\,\mathrm {d} T-V\,\mathrm {d} P=C_{X}\,\mathrm {d} T}
{\displaystyle Q=\int _{T_{1}}^{T_{2}}C_{X}\,\mathrm {d} T=C_{X}\left(T_{2}-T_{1}\right)}
d'où :
Si {\displaystyle k=0} la transformation est isobare, la pression est constante, {\displaystyle P_{1}=P_{2}=P_{\circ }}, d'où :
Si {\displaystyle k=\gamma } la transformation est isentropique (adiabatique réversible), le système n'échange pas de chaleur avec l'extérieur, d'où :
Si {\displaystyle k=\pm \infty } la transformation est isochore, le volume est constant, {\displaystyle V_{1}=V_{2}=V_{\circ }}, d'où :

#### Énergie interne et enthalpie
Le gaz étudié étant un gaz parfait, il répond à la première loi de Joule : son énergie interne {\displaystyle U} ne dépend que de la température. L'énergie interne varie selon :
{\displaystyle \Delta U=\int _{T_{1}}^{T_{2}}C_{V}\,\mathrm {d} T}
d'où, en supposant {\displaystyle C_{V}} constante, :
La variation d'énergie interne ne dépend pas de {\displaystyle k}. Quel que soit {\displaystyle k}, on vérifie également le premier principe de la thermodynamique :
{\displaystyle \mathrm {d} U=-P\,\mathrm {d} V+T\,\mathrm {d} S}
De même, le gaz étudié étant un gaz parfait, il répond à la deuxième loi de Joule : son enthalpie {\displaystyle H} ne dépend que de la température. L'enthalpie varie selon :
{\displaystyle \Delta H=\int _{T_{1}}^{T_{2}}C_{P}\,\mathrm {d} T}
d'où, en supposant {\displaystyle C_{P}} constante :
La variation d'enthalpie ne dépend pas de {\displaystyle k}. Quel que soit {\displaystyle k}, l'enthalpie varie également selon :
{\displaystyle \mathrm {d} H=V\,\mathrm {d} P+T\,\mathrm {d} S}
avec {\displaystyle W_{\text{tr}}=\int _{P_{1}}^{P_{2}}V\,\mathrm {d} P} le travail de transvasement. On pose, :
Quel que soit {\displaystyle k}, une transformation polytropique sur un gaz parfait donne les relations,,, :
{\displaystyle W_{\text{tr}}=k\,W}
{\displaystyle Q={k-\gamma  \over \gamma -1}\,W}
{\displaystyle Q=\gamma \,\alpha \,\Delta U} ou {\displaystyle \delta Q=\gamma \,\alpha \,\mathrm {d} U}
Le tableau suivant résume les différentes grandeurs des transformations polytropiques,.
| Indice polytropique {\displaystyle k}                  | {\displaystyle k} (processus polytropique) | {\displaystyle 0} (processus isobare) | {\displaystyle 1} (processus isotherme) | {\displaystyle \gamma } (processus isentropique)                                                                                               | {\displaystyle \pm \infty } (processus isochore)                                                                                     |
| ------------------------------------------------------ | --- | --- | --- | --- | --- |
| {\displaystyle \alpha }                                | {\displaystyle {k-\gamma \over \gamma \,\left(k-1\right)}} | {\displaystyle 1} | {\displaystyle \pm \infty } | {\displaystyle 0} | {\displaystyle {1 \over \gamma }} |
| {\displaystyle W} travail                              | {\displaystyle {1 \over k-1}\left(P_{2}V_{2}-P_{1}V_{1}\right)} {\displaystyle ={1 \over k-1}nR\left(T_{2}-T_{1}\right)}                                                                                     | {\displaystyle -P_{\circ }\left(V_{2}-V_{1}\right)} {\displaystyle =-nR\left(T_{2}-T_{1}\right)}                                               | {\displaystyle nRT_{\circ }\,\ln \!\left({P_{2} \over P_{1}}\right)} {\displaystyle =-nRT_{\circ }\,\ln \!\left({V_{2} \over V_{1}}\right)} | {\displaystyle {1 \over \gamma -1}\left(P_{2}V_{2}-P_{1}V_{1}\right)} {\displaystyle ={1 \over \gamma -1}nR\left(T_{2}-T_{1}\right)}           | {\displaystyle 0} |
| {\displaystyle Q} chaleur                              | {\displaystyle {k-\gamma \over \left(k-1\right)\left(\gamma -1\right)}\left(P_{2}V_{2}-P_{1}V_{1}\right)} {\displaystyle ={k-\gamma \over \left(k-1\right)\left(\gamma -1\right)}nR\left(T_{2}-T_{1}\right)} | {\displaystyle {\gamma \over \gamma -1}P_{\circ }\left(V_{2}-V_{1}\right)} {\displaystyle ={\gamma \over \gamma -1}nR\left(T_{2}-T_{1}\right)} | {\displaystyle -nRT_{\circ }\,\ln \!\left({P_{2} \over P_{1}}\right)} {\displaystyle =nRT_{\circ }\,\ln \!\left({V_{2} \over V_{1}}\right)} | {\displaystyle 0} | {\displaystyle {1 \over \gamma -1}\left(P_{2}-P_{1}\right)V_{\circ }} {\displaystyle ={1 \over \gamma -1}nR\left(T_{2}-T_{1}\right)} |
| {\displaystyle \Delta U} énergie interne               | {\displaystyle {1 \over \gamma -1}\left(P_{2}V_{2}-P_{1}V_{1}\right)} {\displaystyle =C_{V}\left(T_{2}-T_{1}\right)}                                                                                         | {\displaystyle {1 \over \gamma -1}P_{\circ }\left(V_{2}-V_{1}\right)} {\displaystyle =C_{V}\left(T_{2}-T_{1}\right)}                           | {\displaystyle 0} | {\displaystyle W} | {\displaystyle Q} |
| {\displaystyle W_{\text{tr}}} travail de transvasement | {\displaystyle {k \over k-1}\left(P_{2}V_{2}-P_{1}V_{1}\right)} {\displaystyle ={k \over k-1}nR\left(T_{2}-T_{1}\right)}                                                                                     | {\displaystyle 0} | {\displaystyle W} | {\displaystyle {\gamma \over \gamma -1}\left(P_{2}V_{2}-P_{1}V_{1}\right)} {\displaystyle ={\gamma \over \gamma -1}nR\left(T_{2}-T_{1}\right)} | {\displaystyle \left(P_{2}-P_{1}\right)V_{\circ }} {\displaystyle =nR\left(T_{2}-T_{1}\right)}                                       |
| {\displaystyle \Delta H} enthalpie                     | {\displaystyle {\gamma \over \gamma -1}\left(P_{2}V_{2}-P_{1}V_{1}\right)} {\displaystyle =C_{P}\left(T_{2}-T_{1}\right)}                                                                                    | {\displaystyle Q} | {\displaystyle 0} | {\displaystyle W_{\text{tr}}} | {\displaystyle {\gamma \over \gamma -1}\left(P_{2}-P_{1}\right)V_{\circ }} {\displaystyle =C_{P}\left(T_{2}-T_{1}\right)}            |

## Applications

### Étude des compresseurs et des turbines

#### Les machines
Un compresseur est une machine permettant d'augmenter la pression d'un gaz en lui apportant du travail. Une turbine au contraire produit du travail en détendant un gaz. Soient les conditions réelles de fonctionnement, mesurées aux bornes de la machine :
- {\displaystyle P_{1},\,T_{1}} à l'admission (entrée) ;
- {\displaystyle P_{2},\,T_{2}} au refoulement (sortie).

Pour un compresseur {\displaystyle P_{1}<P_{2}} et {\displaystyle T_{1}<T_{2}}. Pour une turbine {\displaystyle P_{1}>P_{2}} et {\displaystyle T_{1}>T_{2}}. On note le taux de compression, ou de détente :
Ce taux est supérieur à 1 pour un compresseur et inférieur à 1 pour une turbine.
Soit {\displaystyle {\dot {W}}_{\text{t}}} la puissance (en watts, W) que la machine consomme (pour un compresseur) ou délivre (pour une turbine) en opérant un débit massique de gaz {\displaystyle {\dot {m}}} (en kilogrammes par seconde, kg/s). Le travail technique massique {\displaystyle w_{\text{t}}} (en joules par kilogramme, J/kg) est le travail consommé ou produit par l'opération d'un kilogramme de gaz :
Ce travail est positif pour un compresseur (un compresseur reçoit du travail), négatif pour une turbine (une turbine produit du travail).
Dans tout type de machine réelle, de la chaleur « irréversible » est produite par les frottements mécaniques et la viscosité du gaz. La machine échange également de la chaleur avec l'extérieur. Une machine « adiabatique » est une machine sans échange de chaleur avec l'extérieur : la chaleur irréversible est exclusivement évacuée par le gaz sortant, le processus est dit « adiabatique irréversible, ». Le refroidissement d'un compresseur permet de diminuer le travail à lui fournir. Le réchauffement d'une turbine permet d'augmenter le travail récupérable. Il est cependant économiquement et techniquement plus facile de refroidir un compresseur que de réchauffer une turbine. L'échange de chaleur peut s'effectuer de façon continue pendant l'opération de changement de pression, par exemple via les parois internes de la machine en contact avec le gaz parcourues par un fluide frigoporteur ou caloporteur. Dans certains compresseurs, une fraction de liquide (huile ou gaz liquéfié) est injectée dans le flux entrant. Le réchauffement, voire l'évaporation, de ce liquide dans la machine absorbe une partie de la chaleur dégagée par le processus de compression.
On associe à la transformation réelle (irréversible sur un gaz réel) une transformation polytropique (réversible sur un gaz parfait) ayant les mêmes conditions d'admission et de refoulement que la machine réelle. La loi polytropique donne {\displaystyle {T_{1}}^{k}{P_{1}}^{1-k}={T_{2}}^{k}{P_{2}}^{1-k}}, d'où :
On peut ainsi calculer l'indice polytropique, :
Pour tout type de machine, une transformation isotherme ({\displaystyle T_{1}=T_{2}}) donne {\displaystyle k=1}.
Pour un compresseur :
- {\displaystyle 1<k<\gamma } est une compression refroidie ;
- {\displaystyle k=\gamma } est une compression isentropique (adiabatique réversible[9]). La machine n'échange pas de chaleur avec l'extérieur (machine adiabatique) et le refroidissement compense exactement la chaleur irréversible ;
- {\displaystyle k>\gamma } est une compression réchauffée. La chaleur provient de l'irréversibilité du processus. Ce cas apparait dans les machines sans refroidissement ou insuffisamment refroidies. Le réchauffement volontaire d'un compresseur est sans intérêt car il augmente le travail à fournir.

Pour une turbine :
- {\displaystyle 1<k<\gamma } est une détente réchauffée. La chaleur provient de l'irréversibilité du processus et d'un éventuel réchauffement additionnel ;
- {\displaystyle k=\gamma } est une détente isentropique (adiabatique réversible[9]). Ce cas est sans intérêt car il faudrait refroidir la machine pour compenser la chaleur irréversible, ce qui diminue le travail récupérable ;
- {\displaystyle k>\gamma } est une détente refroidie. Ce cas est sans intérêt.

#### Travail de transvasement

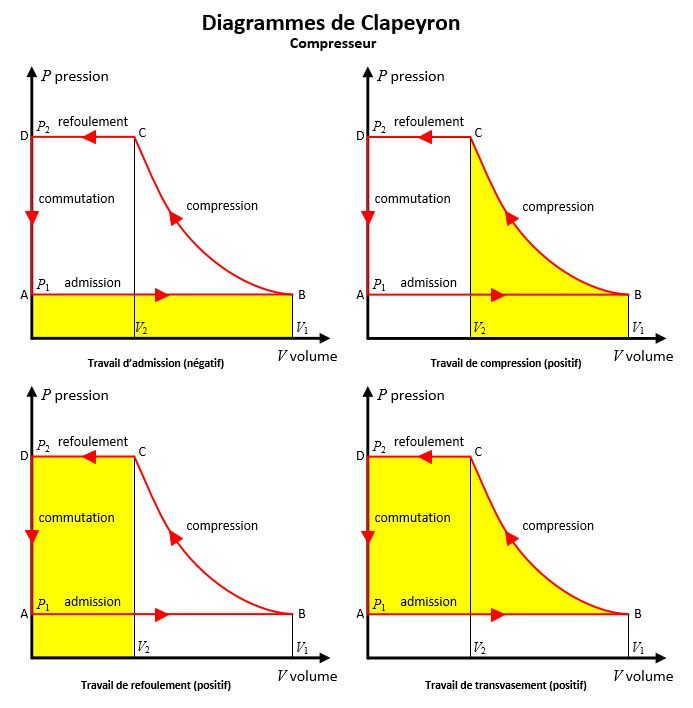
Travail de transvasement d'un compresseur. Pour une turbine, le travail de transvasement est négatif.

Soit une masse {\displaystyle m} de gaz entrant dans la machine, subissant un changement de pression, puis sortant de la machine. Le gaz qui entre et qui sort de la machine subit les forces dues aux pressions d'admission et de refoulement. Le travail de transvasement est le travail que le gaz échange réellement avec la machine durant un cycle complet décrit par les diagrammes ci-contre, soit {\displaystyle W_{\text{tr}}=-\oint P\,\mathrm {d} V}. L'expression générale du travail de transvasement est :
avec {\displaystyle 1} le point d'admission {\displaystyle \left(P_{1},V_{1}\right)} et {\displaystyle 2} le point de refoulement {\displaystyle \left(P_{2},V_{2}\right)}. Pour un gaz parfait, la loi des gaz parfaits donne :
{\displaystyle \delta W_{\text{tr}}=V\,\mathrm {d} P=nRT\,{\mathrm {d} P \over P}}
avec {\displaystyle n} la quantité de gaz correspondant à la masse {\displaystyle m} et {\displaystyle R} la constante universelle des gaz parfaits. Soit le travail élémentaire massique :
{\displaystyle \delta w_{\text{tr}}={\delta W_{\text{tr}} \over m}=rT\,{\mathrm {d} P \over P}}
avec {\displaystyle M=m/n} la masse molaire du gaz et {\displaystyle r=R/M} la constante spécifique du gaz,.
Pour une transformation isotherme ({\displaystyle k=1}), telle que {\displaystyle T_{1}=T_{2}=T_{\circ }}, le travail de transvasement vaut :
Pour une transformation non isotherme ({\displaystyle k\neq 1}), la loi polytropique {\displaystyle T^{k}P^{1-k}=K} donne :
{\displaystyle T\,{\mathrm {d} P \over P}={k \over k-1}\,\mathrm {d} T}
Pour les transformations non isothermes, le travail de transvasement se calcule donc selon,,, :
Quelle que soit la valeur de {\displaystyle k}, dans une transformation polytropique le travail de transvasement {\displaystyle W_{\text{tr}}} est lié au travail {\displaystyle W} calculé dans la section Travail par la relation {\displaystyle W_{\text{tr}}=k\,W}. Puisque {\displaystyle k>1} pour un compresseur comme pour une turbine, le travail de transvasement est toujours, en valeur absolue, supérieur au travail de compression ou de détente proprement dit.
Soit la température que l'on obtiendrait par un processus isentropique (donc adiabatique réversible), avec {\displaystyle k=\gamma } l'indice adiabatique :
Le travail produit par un transvasement isentropique est :
Dans une machine adiabatique (sans échange de chaleur avec l'extérieur, calorifugée ou frigorifugée), la chaleur créée par l'irréversibilité du processus est intégralement transférée au gaz : la transformation est adiabatique irréversible. Le travail vaut :
Une transformation polytropique étant réversible par définition, la transformation adiabatique irréversible n'est pas polytropique. Cependant, son point initial et son point final étant respectivement les points d'entrée et de sortie de la machine, elle permet un calcul approché correct du travail de la plupart des machines adiabatiques réelles.

#### Optimisation des machines
L'étude de ces différents travaux montre que, pour un taux {\displaystyle \delta } (supérieur à 1 pour un compresseur et inférieur à 1 pour une turbine) et une température {\displaystyle T_{1}} constants :
Pour un compresseur, le travail diminue avec la température de sortie {\displaystyle T_{2}=T_{1}\delta ^{k-1 \over k}} (supérieure à la température d'entrée), c'est-à-dire lorsque {\displaystyle k>1} diminue. Le refroidissement d'un compresseur permet donc de diminuer le travail à fournir. Pour une turbine, la valeur absolue du travail augmente avec la température de sortie {\displaystyle T_{2}} (inférieure à la température d'entrée), c'est-à-dire lorsque {\displaystyle k>1} diminue. Le réchauffement d'une turbine permet donc d'augmenter le travail récupéré. Pour un compresseur comme pour une turbine, le processus optimal est isotherme ({\displaystyle k=1}) : un compresseur consomme un minimum de travail, une turbine en produit un maximum.

#### Rendements
Dans une machine idéale la transformation est réversible, tout le travail est utilisable. Dans une machine réelle la transformation est irréversible, car une partie du travail est dégradée en chaleur. Un compresseur réel consomme plus de travail qu'un compresseur idéal. Une turbine réelle produit moins de travail qu'une turbine idéale. Par définition, une transformation polytropique est réversible. On peut donc comparer la transformation réelle à une transformation polytropique produisant les mêmes conditions de refoulement à partir des mêmes conditions d'admission. Quelle que soit la valeur de {\displaystyle k}, on définit le rendement polytropique :
Pour un compresseur refroidi ou une turbine réchauffée ({\displaystyle 1<k<\gamma } dans les deux cas), le travail réel est également comparé au travail isotherme :
Dans une machine adiabatique (sans échange de chaleur avec l'extérieur), la chaleur créée par le processus est entièrement transférée au gaz, et la température {\displaystyle T_{2}} réelle de sortie est nécessairement supérieure à la température {\displaystyle T_{3}} isentropique. L'indice polytropique vaut {\displaystyle k>\gamma } pour un compresseur et {\displaystyle 1<k<\gamma } pour une turbine. Le rendement isentropique (ou adiabatique) est défini par le rapport entre le travail isentropique et le travail adiabatique irréversible,, :
Dans le cas d'un compresseur à refroidissement continu ({\displaystyle k<\gamma }) on obtient {\displaystyle \eta _{\text{s}}^{\text{C}}>1}, ce rendement n'est pas pertinent.

### En astrophysique
En astrophysique, la loi polytropique est considérée comme étant l'équation d'état du système étudié, alors appelé polytrope. Elle est écrite sous la forme :
avec :
- {\displaystyle K} une constante ;
- {\displaystyle P} la pression ;
- {\displaystyle \Gamma } l'exposant polytropique ;
- {\displaystyle \rho } la masse volumique.

Avec {\displaystyle m} la masse du système étudié, on a {\displaystyle \rho =m/V} et {\displaystyle PV^{\Gamma }=Km^{\Gamma }}, qui est la forme communément employée en thermodynamique. On note {\displaystyle \Gamma =1+{1 \over n}}. Dans ce contexte, {\displaystyle n} est également appelé indice polytropique. Selon sa valeur, cet indice permet de décrire :
- le gaz constituant les étoiles ordinaires ({\displaystyle n=3}) ;
- le gaz d'électrons dégénéré dans les naines blanches ({\displaystyle n=3/2} dans le cas non-relativiste et {\displaystyle n=3} dans le cas ultrarelativiste) ;
- les sphères isothermes ({\displaystyle n\to \infty }) ;
- la matière nucléaire dans les étoiles à neutrons ({\displaystyle 0{,}5\lesssim n\lesssim 1}).

La particularité de cette équation d'état est qu'elle ne dépend que de deux paramètres (la pression et la masse volumique), quand la plupart des équations d'état (par exemple la loi des gaz parfaits, les équations d'état cubiques) dépendent généralement de la pression, du volume molaire et de la température. La structure des objets constitués par cette matière polytrope est décrite par l'équation de Lane-Emden.